# Свод памятников истории и культуры Беларуси
«Свод памятников истории и культуры Белоруссии» (бел. «Збор по́мнікаў гісто́рыі і культу́ры Белару́сі») — многотомное справочное издание. Удостоено государственной премии БССР 1990 года.
Издано в 1984—1988 годах в Минске на белорусском языке в 7 томах (8 книгах) как часть Всесоюзного многотомного издания «Свод памятников истории и культуры народов СССР». Подготовлен сектором Свода памятников истории и культуры Белоруссии Института искусствоведения, этнографии и фольклора АН Беларуси, Отделом археологии Института истории АН Беларуси и издательством «Белорусская Энциклопедия» имени Петруся Бровки. В 1990 на русском языке издан дополненный и доработанный том «Свода…» о Брестской области.
Включает более 14 тысяч статей о недвижимых памятниках (истории, археологии, архитектуры, монументального и монументально-декоративного искусства), которые уцелели со времен древности до середины XIX в., наиболее характерные для второй половины XIX — начала XX в., довоенного советского периода (1917—1941), наилучшие архитектурные сооружения послевоенного времени (1950—1980-е гг.) и находящиеся или которые должны находиться под охраной государства.
Каждый из томов посвящен определенной области. Том, посвященный Минской области, издан в двух книгах, ещё отдельный том составляют памятники города Минска. Материалы в томах расположены по районам (в алфавитном порядке их названий); каждый том имеет именной, географический и хронологический указатели. Как самостоятельная территориальная единица выделяется областной центр, сведения о котором помещены в начале тома. Внутри района первыми размещаются материалы об административном центре, затем о памятниках др. населенных пунктов (в алфавитном порядке). Статьи о памятниках одного населенного пункта подаются в алфавитном порядке их названий. Всего в издании 457,6 учетно-издательских листов, 131 карта, 6817 иллюстраций, из них 1420 цветных.

## Тома
- Збор помнікаў гісторыі і культуры Беларусі. Брэсцкая вобласць /АН БССР, Ін-т мастацтвазнаўства, этнаграфіі і фальклору; Рэд. кал.: С. В. Марцэлеў (гал. рэд.) і інш.— Мн.: Беларус. Сав. Энцыклапедыя, 1984.— 368 см іл.
- Збор помнікаў гісторыі і культуры Беларусі. Віцебская вобласць /АН БССР, Ін-т мастацтвазнаўства, этнаграфіі і фальклору; Рэд. кал.: С. В. Марцэлеў (гал. рэд.) і інш.— Мн.: Беларус. Сав. Энцыклапедыя, 1985,— 496 с., іл.
- Збор помнікаў гісторыі і культуры Беларусі. Гомельская вобласць /АН БССР, Ін-т мастацтвазнаўства, этнаграфіі і фальклору; Рэд. кал.: С. В. Марцэлеў (гал. рэд.) і інш.— Мн.: Беларус. Сав. Энцыклапедыя, 1985.—383 с., іл.
- Збор помнікаў гісторыі і культуры Беларусі. Гродзенская вобласць /АН БССР, Ін-т мастацтвазнаўства, этнаграфіі і фальклору; Рэд. кал.: С. В. Марцэлеў (гал. рэд.) і інш.— Мн.: БелСЭ, 1986.- 371 с., іл.
- Збор помнікаў гісторыі і культуры Беларусі. Магілёўская вобласць /АН БССР, Ін-т мастацтвазнаўства, этнаграфіі і фальклору; Рэд. кал.: С. 13. Марцэлеў (гал. рэд.) і інш.— Мн.: Беларус. Сав. Энцыклапедыя, 1986.— 408 с., іл.
- Збор помнікаў гісторыі і культуры Беларусі. Мінск /АН БССР. Ін-т мастацтвазнаўства, этнаграфіі і фальклору; Рэдкал.: С. В. Марцэлеў (гал. рэд.) і інш.— Мн.: БелСЭ, 1988.— 333 с.: іл. ISBN 5-85700-006-8.
- Збор помнікаў гісторыі і культуры Беларусі. Мінская вобласць /АН БССР. Ін-т мастацтвазнаўства, этнаграфіі і фальклору; Рэдкал.: С. В. Марцэлеў (гал. рэд.) і інш.— Мн.: БелСЭ, 1987,- 284 с.: іл.
- Збор помнікаў гісторыі і культуры Беларусі. Мінская вобласць /АН БССР. Ін-т мастацтвазнаўства, зтнаграфіі і фальклору; Рэдкал.: С. В. Марцэлеў (гал. рэд.) і інш.— Мн.: БелСЭ, 1987,— 308 с.: іл.
- Свод памятников истории и культуры Белоруссии. Брестская область/АН БССР, Ин-т искусствоведения, этнографии и фольклора, Белорус. Сов. Энцикл.; Редкол.: С. В. Марцелев (гл. ред.) и др.— Мн.: БелСЭ, 1990.— 424 с.: ил. ISBN 5-85700-017-3.